# 馬利圍議會
馬利圍議會是澳大利亞悉尼大都會內西部的一個地方政府。2016年5月12日併入新設的內西議會。

## 議會
馬利圍議會有議席12座，全市分4選區，各區選出議員3名代表市民和納稅人問政；市長非直選。

## 姊妹市
- 基隆市（1989年）
- 科斯（1990年）
- 馬德拉丰沙尔（1996年）
- 拉纳卡（2005年）
- 薩菲泰（2005年）
- 西岸伯利恆（2007年）
- 佐内贝克（2007年）

友誼城市：
- 十月六日城

## 外部連結
- Marrickville Council （页面存档备份，存于）
- Cadigal-Wangal website （页面存档备份，存于）
- Reverse Garbage Centre （页面存档备份，存于）
- Youth Resource Centre
- Interactive Map of Marrickville Local Government Area
- 2001 Census Information （页面存档备份，存于）

33°54′S 151°09′E / 33.900°S 151.150°E